# دور ملول
دور ملول (بالعبرية: דור מלול‏) هو لاعب كرة قدم إسرائيلي في مركز الوسط، ولد في 30 أبريل 1989 في تل أبيب في إسرائيل. شارك مع منتخب إسرائيل تحت 17 سنة لكرة القدم ‏ ومنتخب إسرائيل تحت 21 سنة لكرة القدم. أما مع النوادي، فقد لعب مع بيتار القدس وبيرسخوت إيه سي ونادي مكابي تل أبيب ونادي هبوعيل بئر السبع وهبوعيل حيفا.

## وصلات خارجية
- دور ملول على موقع قاعدة بيانات كرة القدم.إي يو (الإنجليزية)
- دور ملول على موقع Soccerway.com (الإنجليزية)